# Xindai (köpinghuvudort i Kina, Zhejiang Sheng, lat 30,82, long 121,08)
Xindai är en köpinghuvudort i Kina. Den ligger i provinsen Zhejiang, i den östra delen av landet, omkring 110 kilometer nordost om provinshuvudstaden Hangzhou. Antalet invånare är 70 209. Befolkningen består av 35 444 kvinnor och 34 765 män. Barn under 15 år utgör 9,0 %, vuxna 15-64 år 79 %, och äldre över 65 år 10,0 %.
Runt Xindai är det tätbefolkat, med 849 invånare per kvadratkilometer. Närmaste större samhälle är Jiashan, 15,2 km väster om Xindai. Trakten runt Xindai består till största delen av jordbruksmark.
Genomsnittlig årsnederbörd är 1 729 millimeter. Den regnigaste månaden är juni, med i genomsnitt 295 mm nederbörd, och den torraste är november, med 71 mm nederbörd.